# L2 Puppis
L2 Puppis è una stella gigante rossa di magnitudine 5,1 situata nella costellazione della Poppa, distante 209 anni luce dal sistema solare.

## Osservazione
Si tratta di una stella situata nell'emisfero celeste australe. La sua posizione moderatamente australe fa sì che questa stella sia osservabile specialmente dall'emisfero sud, in cui si mostra alta nel cielo nella fascia temperata; dall'emisfero boreale la sua osservazione risulta invece più penalizzata, specialmente al di fuori della sua fascia tropicale. La sua magnitudine pari a 5,1 fa sì che possa essere scorta solo con un cielo sufficientemente libero dagli effetti dell'inquinamento luminoso.
Il periodo migliore per la sua osservazione nel cielo serale ricade nei mesi compresi fra dicembre e maggio; nell'emisfero sud è visibile anche all'inizio dell'inverno, grazie alla declinazione australe della stella, mentre nell'emisfero nord può essere osservata limitatamente durante i mesi della tarda estate boreale.
A dicembre 2016 è stata studiata attentamente con il radiotelescopio ALMA. Tale studio ha evidenziato, oltre alla probabile presenza di un pianeta orbitante, l'analogia con il sistema Solare tra 5 miliardi di anni quando il Sole raggiungerà le dimensioni di una gigante rossa fagocitando i pianeti interni.

## Caratteristiche fisiche
La stella è una gigante rossa ed è una stella variabile: venne identificata come tale da Benjamin Apthorp Gould nel 1872, che la chiamò 73 G. Puppis e la inserì come una stella di magnitudine 5,10 nella sua opera Uranometria Argentina, pubblicata nel 1879. Varia di circa 2 magnitudini in un periodo di 140 giorni, oscillando dalla magnitudine 6 alla 8, anche se in passato è arrivata a splendere di magnitudine 2,6. La variabilità può essere causata da una combinazione di pulsazioni radiali nell'atmosfera della stella e dalla polvere circumstellare che ne attenuano la luce.
L2 Puppis fa probabilmente parte del ramo asintotico delle giganti, e dopo aver trascorso gran parte della sua esistenza nella sequenza principale si trova nell'era attuale nel suo ultimo stadio evolutivo, prima di trasformarsi in una nana bianca. A causa dei forti venti stellari sta perdendo massa alla velocità di 5×10−7 M⊙ all'anno, il che ha creato attorno ad essa un disco di polvere e pennacchi bipolari di gas, che potrebbero significare l'inizio della formazione di una nebulosa planetaria a forma di "farfalla".
Attorno alla stella è stata suggerita la presenza di un candidato esopianeta, un gigante gassoso o forse una nana bruna con massa incerta, da 12±16 MJ, che ruota attorno alla stella in 4,69 anni, alla distanza di 2,43 UA.
La massa di L2 Puppis è stata calcolata in 0,66 M⊙; ha perso un terzo della sua massa rispetto a quando si formò, circa 10 miliardi di anni fa, quando era paragonabile a una stella come il Sole. Le stelle di massa solare hanno una durata di vita media di 10 miliardi di anni, e quindi L2 Puppis potrebbe essere un analogo solare più vecchia, alla fine della sua esistenza di "stella normale".
Ha una compagna visuale di dodicesima magnitudine a circa un minuto d'arco.